# Carousel Circle
『Carousel Circle』（カルーセル・サークル）は、カーネーションの19枚目のアルバム。2023年11月29日に日本クラウン・PANAMから発売。

## 概要
前作から約2年ぶりのオリジナルアルバム。
バンド史上初となる大田譲（Ba）による楽曲「深ミドリ」が収録されている。
初回限定盤付属のBlu-rayには、アルバム全曲を初のBlu-ray Audioとして収録。さらに、結成20周年時に行われた九段会館ライブの映像の一部、伝説となっている「天国と地獄」再現ライブ映像全曲、クラウン移籍後のMusic Video等収録。
初動銷量: 940枚         チャート最高順位: 50位

## 収録曲

### DISC 1
1. ここから - Into the Light
2. カルーセル
アルバムのリードトラック。2023年12月27日にミュージックビデオが配信された。[2]
3. 愛の地図
4. ペインター
5. ソングライター
6. 光放つもの
7. キャラバン
8. ダイアローグ
9. 深ミドリ
リードボーカルは大田譲。
10. Sha La La
11. Sunlight

### DISC 2
DISC-1収録曲のInstrumental Version 全11曲収録

### DISC 3 Blu-ray
※初回限定盤のみ
- DISC-1収録曲のBlu-ray Audio 全11曲

- (LIVE映像)【HMV GET BACK SESSION】 カーネーション「天国と地獄」

1. オートバイ
2. 体温と汗
3. 未確認の愛情
4. MC
5. ハリケーン
6. ファームの太陽
7. MC
8. いくいくお花ちゃん
9. 学校で何おそわってんの
10. 毒よ眼ざめなさい
11. おはよう
12. 愛のうわばみ
13. 愛のさざなみ
14. The End of Summer
15. 地球はまわる
16. 天国と地獄
17. Edo River
18. Superman
19. New Morning
20. 影踏み
21. ジェイソン
22. スペードのエース
23. ANGEL
24. 夜の煙突

- (LIVE映像)「21年目のカーネーション SPECIAL 12/12」カーネーション20周年 in 九段会館

1. おそろいのお気に入り
2. MC
3. BLACK COFFEE CRAZY
4. レインメーカー
5. Super Zoo!
6. スペードのエース
7. 十字路
8. The End of Summer
9. ANGEL
10. MC
11. Lovers & Sisters
12. MC
13. Edo River
14. 夜の煙突

- Music Video

1. いつかここで会いましょう
2. Peanut Butter & Jelly
3. サンセット・モンスターズ
4. SUPER RIDE